# Serie (Geologie)
| Chronostratigraphie | Geochronologie |
| ------------------- | -------------- |
| Äonothem            | Äon            |
| Ärathem             | Ära            |
| System              | Periode        |
| Serie               | Epoche         |
| Stufe               | Alter          |

Eine Serie (englisch series) ist in der Erdgeschichte eine Zeiteinheit der Chronostratigraphie. Sie entspricht in der geochronologischen Einteilung der Erdgeschichte der Einheit Epoche. Die Begriffe werden häufig nicht ganz korrekt als Synonyme gebraucht, da sie jeweils etwas unterschiedlich definiert sind. Die Zeiteinheit „Serie“ bzw. „Epoche“ umfasst in der Regel Zeiträume von mehreren Millionen bis zu mehreren Zehnermillionen Jahre.

## Definition
Die Serie ist die nächsthöhere chronostratigraphische Einheit über der Stufe, die die Grundeinheit in der Chronostratigraphie darstellt. Die gedachten isochronen Grenzen der chronostratigraphischen Einheit „Serie“ sind wie die anderen Einheiten der Chronostratigraphie relativ datiert, d. h. im Kontext der anderen chronostratigraphischen Serien und Systeme, und sind konkret an Gesteinskörper gebunden. Dazu muss für alle chronostratigraphischen Grenzen ein GSSP festgelegt werden. Das absolute Alter und der Zeitumfang einer chronostratigraphischen Serie ist nicht in dieser Definition enthalten. Der Zeitabschnitt, der in der Geochronologie einer Serie entspricht wird als Epoche bezeichnet. Die absoluten Alter der im Gelände festgelegten Grenzen können sich aufgrund der methodischen Ungenauigkeiten der Altersbestimmungsmethoden immer noch ändern. Die international verwendeten chronostratigraphischen Serien werden von der International Commission on Stratigraphy (ICS) definiert und ratifiziert (siehe Geologische Zeitskala).

## Gliederung
Eine Serie kann in Ausnahmefällen nur eine einzige Stufe repräsentieren (z. B. ist das Pridolium Stufe und Serie), zumeist umfasst sie aber mehrere Stufen. Die hierarchische Einheit über der Serie ist in der Chronostratigraphie das System. In der Geochronologie ist die Epoche eine Untereinheit der Periode und wird selber in mehrere Alter unterteilt.

## Namensgebung
Die Namen der Serien werden entweder durch Beifügung der Attribute „Unteres“, „Mittleres“ oder „Oberes“ zu den Systemnamen oder auch durch Beifügen der Vorsilben „Unter“-, „Mittel“- und „Ober“- zu den Systemnamen bezeichnet. Es werden z. T. jedoch auch eigene Namen verwendet (z. B. Llandovery, Wenlock und Ludlow im Silur). Letztere wurden ursprünglich als Stufen definiert und erst später in den hierarchischen Rang einer Serie angehoben. In der Geochronologie werden die Epochennamen meist durch den Periodennamen unter Hinzufügung der Adjektive „früh“ und „spät“ kombiniert (z. B. Frühe Kreide etc.). Der Begriff „Serie“ in der Geologie ist problematisch, denn als „Serie“ wird im älteren Sprachgebrauch auch lithostratigraphische Einheiten oder auch Einheiten im hierarchischen Rang einer Stufe (z. B. in der Arbeit von Chicha et al., 1967) bezeichnet. Irrtümlich wird der Begriff auch manchmal mit den Namen von Systemen kombiniert (z. B. „Kreide-Serie“). Derartige Bezeichnungen und Kombinationen sollten in Zukunft vermieden werden. In der älteren Literatur findet sich auch der Begriff Abteilung zur Bezeichnung einer Serie. Auch dieser Begriff sollte heute nicht mehr verwendet werden.